# Niodior
Niodior (ou Niodor) est une localité du Sénégal située dans le Sine-Saloum, sur l'île de Guior, face à la pointe de Sangomar.

## Administration
Niodior, le village, est un chef-lieu d'arrondissement du département de Foundiougne dans la région de Fatick.
Il compte un centre de santé, un crédit mutuel, et une poste (la Poste, pour transfert et réception de colis...), une Brigade secondaire, un centre de transformation des produits agricoles et de la mer; une maternité.
Ce village compte quatre quartiers traditionnels: Baabaak, Damaal, Mbin Maak, Sinjaanlaa; et six cités dérivées : Médine, Babylon, cité plage, Diongolaa, jadiida, cité Delgado. Niodior a été créé par Bandé Niambo, une princesse qui est originaire du kansalaa Gabou. La seule religion du village est l'islam ; la plupart des musulmans sont des talibés de Cheikhna Cheikh Saadbou ibn Cheikh Muhammad Fadr. Le village compte deux jardins d'enfants, deux écoles primaires et un lycée d'enseignement français, deux écoles élémentaires et un CEM d'enseignement arabe ainsi qu'une école élémentaire franco-arabe. Le lycée de Niodior est l'un des meilleurs de la région de Fatick[réf. nécessaire]. Ses étudiants ont été honorés à plusieurs reprises par des prix du conseil régional.

## Géographie
Les localités les plus proches sont Djifer, Dionewar, la pointe de Sangomar, Diogane Sérére, Falia, Mar Lodj, Kololi, Kotu, Bakote, Fajara and Betanti.
La végétation comprend notamment mangroves, palmiers et baobabs.

### Population
Une thèse de 2006 évalue la population à 5 517 personnes. Ce sont des Niodorois, un sous-groupe des Sérères.
En 2022 on compte à peu près 10 000 habitants

### Activités économiques

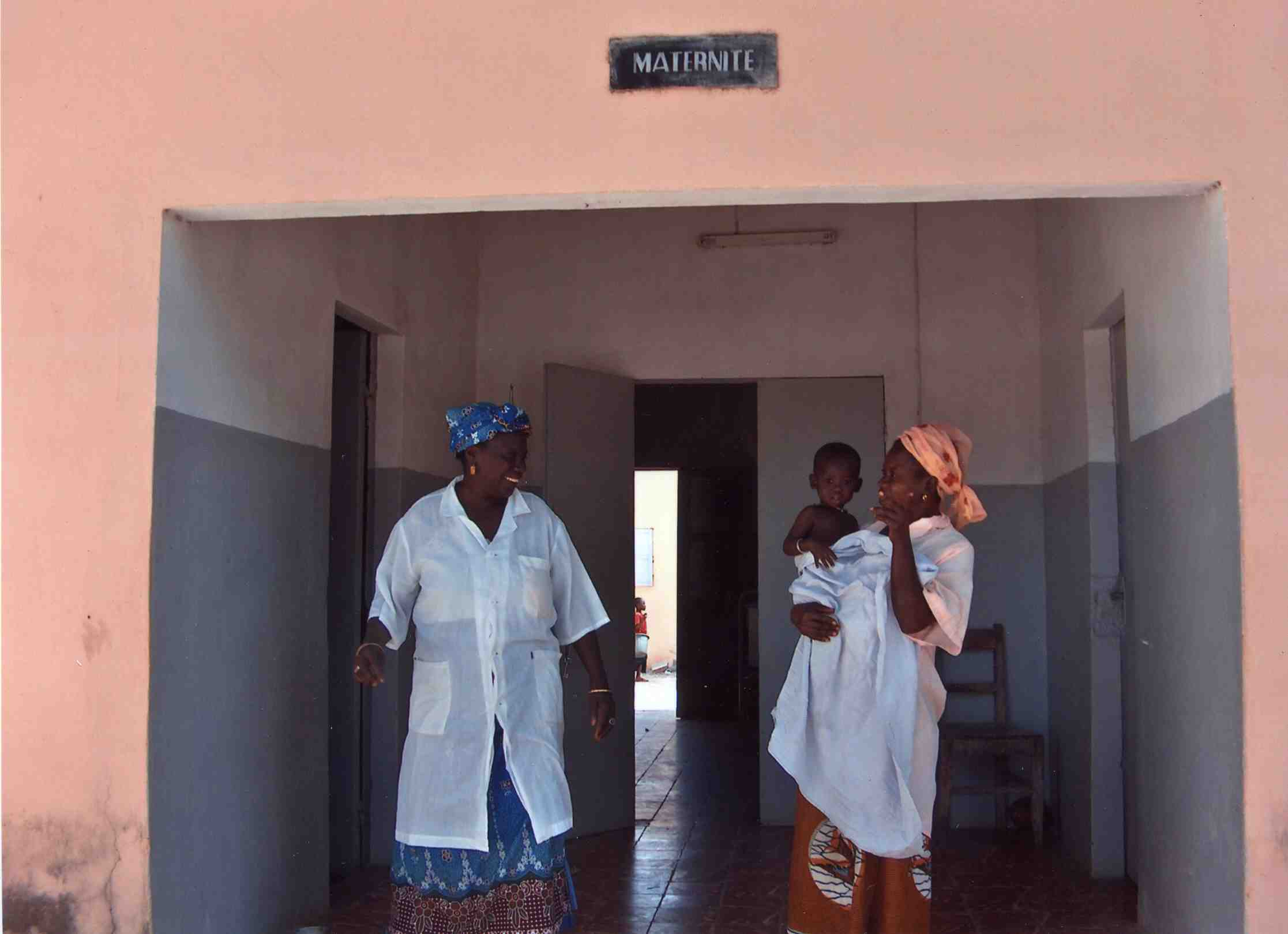
Centre de santé de Niodior

Les habitants de ce village se consacrent à la pêche, à la récolte et au séchage des coques et des huîtres sauvages, revendues à Dakar, en Gambie, à Kaolack ou en Casamance par des intermédiaires.
Dans la mesure où il n'existe guère d'emplois salariés sur l'île, des femmes et des hommes jeunes quittent le village pour des emplois saisonniers.
Les infrastructures sanitaires sont très limitées.
Les déplacements se font à l'aide de pirogues à moteur.
Niodior était peu connue jusqu'à la publication par Fatou Diome, née dans l'île en 1968, de son livre Le Ventre de l'Atlantique.
Avec le succès international de cet ouvrage, nombre de touristes souhaitent désormais découvrir les paysages au milieu desquels la romancière passa son enfance.
L'île a également été le témoin de plusieurs manifestations significatives, telles celles liées aux problèmes environnementaux des zones côtières et des petites îles en 1997 ou aux mutilations génitales féminines en 2000, qui réunit les représentants de 26 îles du Saloum.

## Personnalités nées à Niodior
- Famara Sarr (1947-?), Député à l'Assemblée nationale entre 1993 et 2007, ancien secrétaire général adjoint de la Ligue Démocratique, Ancien Vice Président du Conseil Régional de Fatick, Vice Président Conseil Départemental de Foundiougne.
- Fatou Diome (1968), Écrivaine
- Felwine Sarr (1972) , Économiste, Philosophe, Musicien